# Monte Arcibessi
Il monte Arcibessi, alto 906 metri s.l.m., fa parte della catena degli Iblei.

## Il monte
Il monte non è di facile accesso in quanto non esiste una adeguata rete stradale che vi acceda. Di fatto vi è una sola strada di modeste dimensioni che lo scavalca e consente di andare da Chiaramonte Gulfi a Monterosso Almo. La strada contiene diversi tratti in sterrato e quindi non è molto indicata per essere percorsa in auto. Si presta piuttosto ad essere percorsa in mountain bike o con moto da cross. Dalla vetta si gode di un panorama che spazia dal mar Mediterraneo alla cima dell'Etna.
Nel territorio di Monte Arcibessi sono presenti insediamenti fortificati ("castellieri") dell'età del bronzo e dell'età del ferro. Abitati preistorici, resti di insediamenti abitati greci arcaici, testimonianze di epoca ellenistico-romana e resti bizantini e medievali.
Per la sua altezza è diventato sede di decine di antenne per ripetitori radio-televisivi e per telefonia mobile.

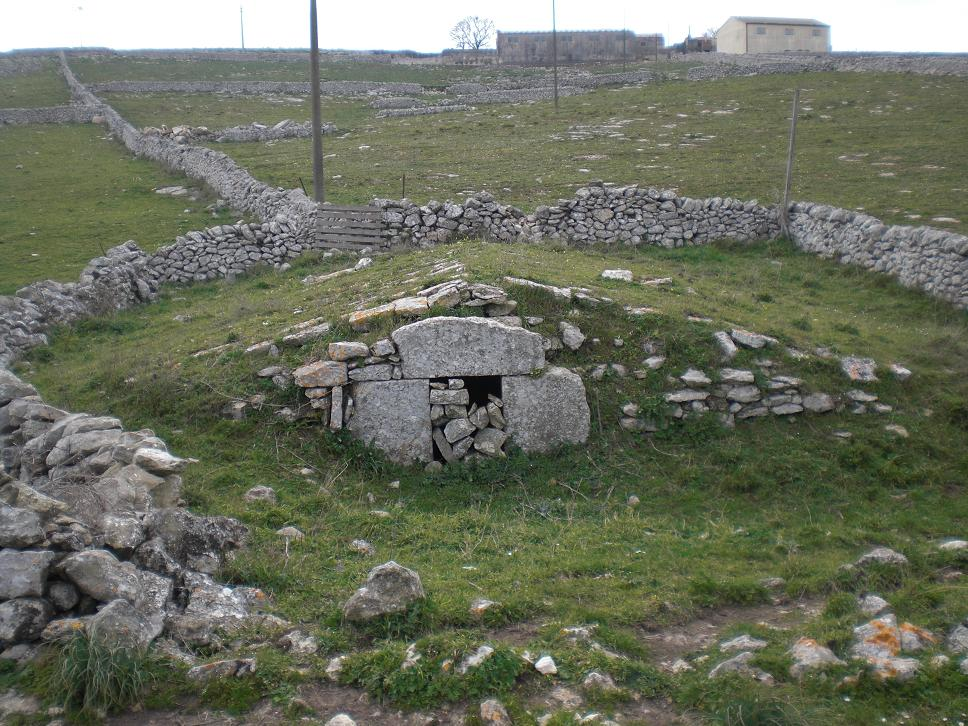
Neviera vicino Monte Arcibessi.